# Rhinoestrus phacochoeri
Rhinoestrus phacochoeri är en tvåvingeart som beskrevs av Rodhain och Joseph Charles Bequaert 1915. Rhinoestrus phacochoeri ingår i släktet Rhinoestrus och familjen styngflugor. Inga underarter finns listade i Catalogue of Life.